# IBM 650

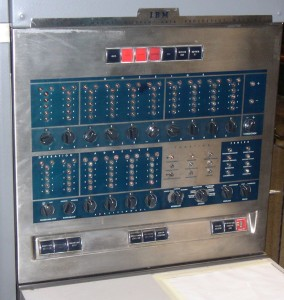
Панель управления IBM 650 c двузначными индикаторами

IBM 650 (IBM Magnetic Drum Data-Processing Machine — машина обработки данных с магнитным барабаном) — цифровой электро-ламповый универсальный десятичный компьютер общего назначения корпорации IBM, выпускавшийся в середине 1950-х годов. Первый в мире коммерческий компьютер массового производства, относящийся к классу мейнфреймов; самый популярный компьютер того времени. С начала производства в 1954 году и до его завершения в 1962 году было выпущено около 2000 этих систем. Первый компьютер, обеспечивший значительную прибыль компании-производителю.

## Описание

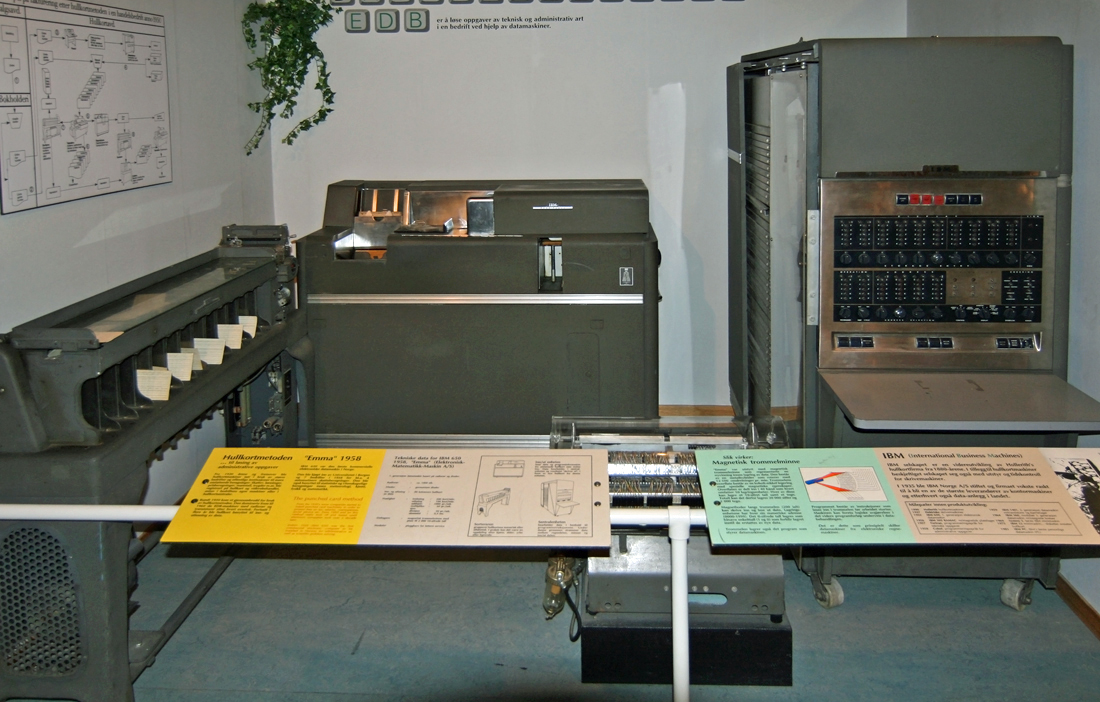
Часть компьютера IBM 650 в Норвежском музее науки и техники (Осло, Норвегия).

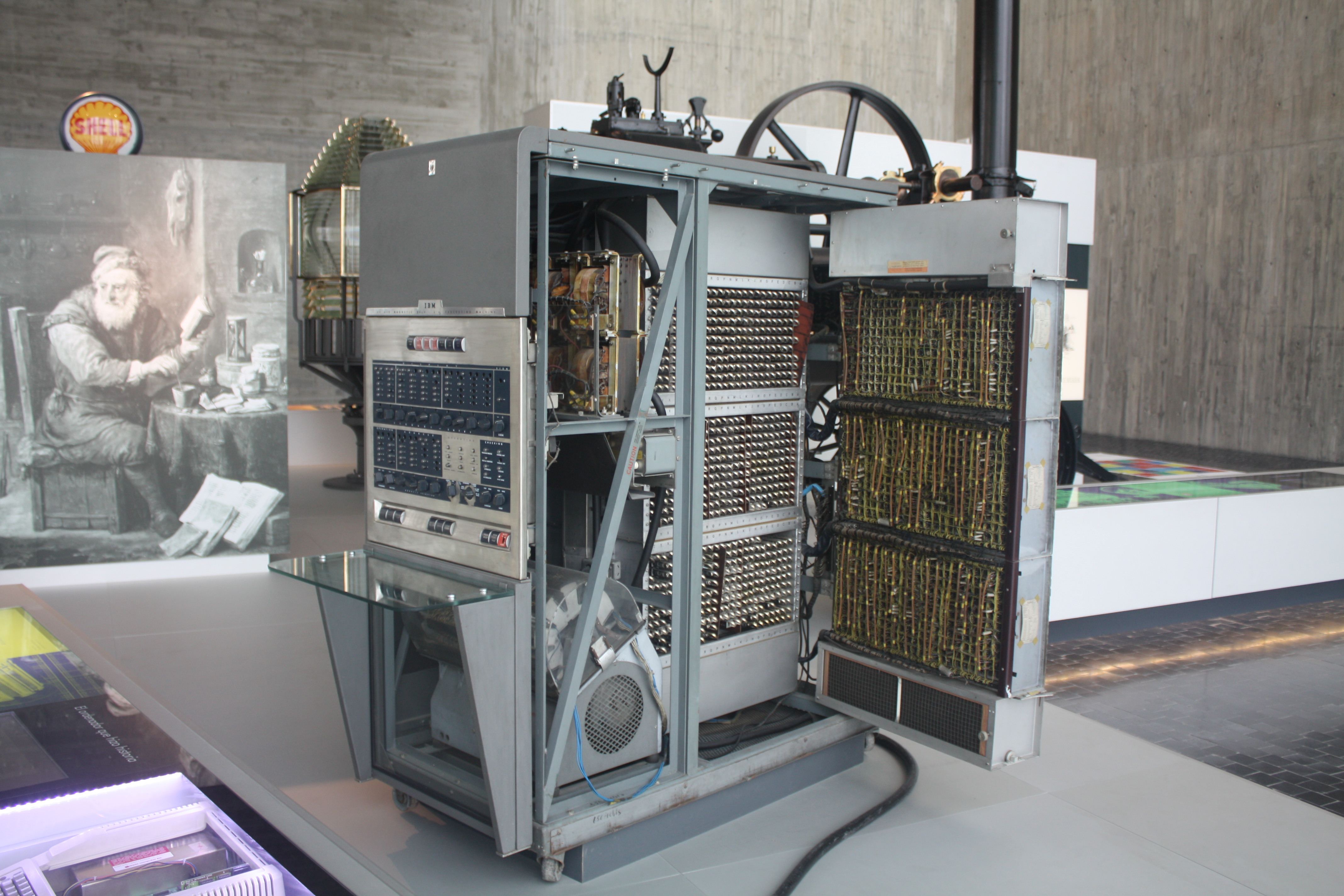
Консольный блок IBM 650 — вид сбоку. Национальный музей науки и техники (Ла-Корунья, Испания)

Компания IBM выпустила свой первый цифровой программируемый электро-ламповый компьютер для научных вычислений IBM 701 в 1952 году. Следом за 701-м в 1953 году появилась бизнес-ориентированная модель IBM 702 для деловых целей, а затем в 1954 году была выпущена и более дешёвая универсальная модель общего назначения — IBM 650, ставшая довольно популярной. Всего было выпущено около 2000 машин.
Первоначально модель IBM 650 официально была объявлена в 1953 году. Это упрощённый вариант компьютера для научных вычислений IBM 701. Она имела свой совершенно иной способ хранения данных и программ, и не была совместима с набором команд ни для своего прародителя IBM 701, ни для модели IBM 702, ни с другими компьютерами из серии 700/7000 компании IBM. Но от 701-й и 702-й моделей к компьютеру IBM 650 подключалось некоторое внешнее дополнительное оборудование, например блок магнитной ленты IBM 727.
Это была самая компактная модель среди других мейнфреймов того времени. Она весила около 900 кг, и ещё 1350 кг весил блок питания. Оба модуля имели размер примерно 1,5 × 0,9 × 1,8 метров. Цена машины составляла $0,5 млн (около $4 млн в пересчёте на 2011 год) либо могла быть взята в лизинг за $3500 в месяц ($30 000 на 2011 год).
Из-за его относительно низкой стоимости и простоты программирования, 650 использовался для создания широкого спектра приложений, от моделирования работы экипажа подводной лодки до обучения компьютерному программированию студентов средних школ и колледжей. IBM 650 стал очень популярен в университетах, где целое поколение студентов впервые изучало программирование.
В 1956 году была выпущена усовершенствованная новая модель IBM 650 RAMAC (Random Access Method of Accounting and Control) с добавлением до четырёх дисковых накопителей — это новое устройство для хранения информации на магнитных дисках. Каждый дисковый накопитель использовал 50 металлических дисков диаметром 24 дюйма, по 100 дорожек с каждой стороны. Устройство хранило до 5 МБ данных и стоило по 10 000 $ за МБ (в 2006 году подобные устройства хранения данных — жёсткие диски — стоят около 0,001 $ за МБ).
В 1958 году был представлен совершенно новый транзисторный недорогой универсальный компьютер общего назначения IBM 7070, который должен был стать полным преемником модели IBM 650. А за ним уже в 1959 году был представленный транзисторный недорогой научный мини-компьютер IBM 1620, предназначен для научных и технологических вычислений. Оба эти недорогие компьютера, будучи десятичными, предполагались как преемники модели IBM 650, но они имели набор команд, несовместимый с компьютером IBM 650. Поддержка модели 650 и её компонентов была прекращена только в 1969 году.

## Архитектура
IBM 650 был двух-адресным десятичным компьютером с двоично-десятичным кодом (и данные, и адреса были десятичными), логические цепи которого были построены на электронных лампах, а память организована на вращающемся магнитном барабане. Поддержка символов обеспечивалась блоками ввода-вывода, преобразующими алфавитные и специальные кодировки перфокарт из двузначного в десятичный код.
Память на магнитном барабане хранит 2000 10-знаковых слов, позже память была увеличена до 4000 слов. По мере исполнения программы инструкции считывались прямо с барабана. В каждой инструкции был задан адрес следующей исполняемой инструкции. Использовался компилятор Symbolic Optimal Assembly Program (SOAP), который размещал инструкции по оптимальным адресам, так, чтобы следующая инструкция читалась сразу и не требовалось ждать, пока барабан повернётся до нужного ряда.

## Аппаратное обеспечение
Базовая комплектация IBM 650 состояла из трёх устройств:
- Консольный блок IBM 650 — включал в себя арифметическое устройство, хранилище на магнитном барабане и панель управления;
- Блок питания IBM 655;
- Блок чтения/записи перфокарт IBM 533[англ.] или IBM 537 — IBM 533 имел раздельные картоприемники для чтения и записи; IBM 537 — единый, позволявший читать и прокалывать одну и ту же карту.

Общий вес системы составлял 2,4 — 2,8 тонны.
Дополнительное оборудование:
- Дисковое устройство IBM 355[англ.] — один из первых жестких дисков, более известный как IBM RAMAC[англ.] 650 Data Processing System;
- Блок чтения перфокарт IBM 543;
- Блок записи перфокарт IBM 544;
- Контроллер IBM 652 — обеспечивал питание и контроль работы ленточных и дисковых запоминающих устройств;
- Блок хранения IBM 653[англ.] — хранилище с немедленным доступом, включавшее память на магнитном сердечнике, индексные регистры и обработчик арифметики с плавающей запятой;
- Вспомогательный алфавитный блок IBM 654 — использовался для увеличения пропускной способности буквенного ввода-вывода;
- Блок магнитной ленты IBM 727[англ.];
- Терминал запросов IBM 838;
- Перфоратор с ленты на карту IBM 46 Model 3 или IBM 47 Model 3 — устройство, которое переносило информацию с магнитной ленты на перфокарты;
- Бухгалтерская машина IBM 407[англ.] — принтер с возможностью чтения перфокарт.